# Emma Turner
Emma Louisa Turner nebo E L Turner (9. června 1867 Langton Green – 13. srpna 1940 Cambridge) byla anglická ornitoložka a průkopnice fotografování ptáků. Velkou část svého života zasvětila pozorování, fotografování, přednáškám a psaní o ptácích a prosazování jejich ochrany. Její studie ptáků výrazně přispěly k našim současným znalostem.
Fotografovat začala ve svých 34 letech. Pro svou ornitologickou práci zůstane navždy spojována s Norfolkem. Její snímek hnízdícího bukače velkého z roku 1911 byl prvním dokladem návratu tohoto ptačího druhu do Spojeného království po jeho lokálním vymizení na konci 19. století. Při fotografování ptáků hodně cestovala po Spojeném království i v zahraničí.
V roce 1901 se stala členkou Královské fotografické společnosti (RPS) a v roce 1904 začala pořádat přednášky doprovázené vlastními fotografickými diapozitivy. Roku 1908, když jí bylo 41 let, se prosadila jako profesionální lektorka.

## Dětství a mládí
Emma Turner se narodila 9. června 1867 v Langton Green v Kentu. Byla nejmladší ze čtyř sourozenců, měla starší sestru Mary a bratry Johna a Franka. Otec byl obchodník s potravinami a oděvy a měl tři zaměstnance. Rodina byla natolik zámožná, že mohla zaměstnávat vychovatelku a služku a posílat Emmu do internátní školy.
V roce 1880, když jí bylo 13 let, zemřela jí matka. Po smrti starší sestry Mary následujícího roku se její život točil hlavně kolem rodiny, a to i poté, co zahájila svou fotografickou kariéru. Jako neprovdaná žena byla „okolnostmi postavena“ do role pečovatelky o svého nemocného otce a starala se také o děti svého bratra po smrti jeho první manželky. Poté, co se bratr po pěti letech znovu oženil a otec v roce 1913 zemřel, mohla začít žít svůj život.

## Hickling Broad

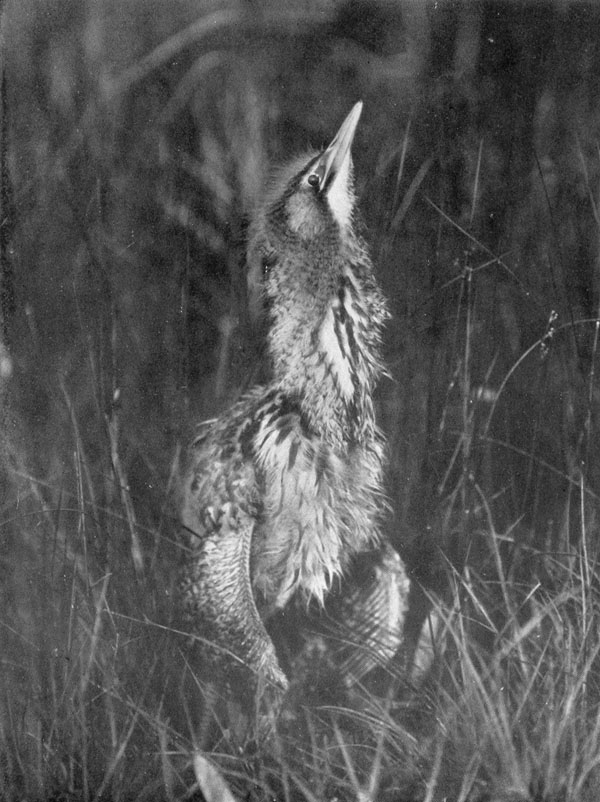
Snímek bukače velkého z roku 1911

Fotografování se začala věnovat po setkání s průkopníkem fotografování divoké přírody Richardem Keartonem v roce 1900, v roce 1901 se stala členkou Královské fotografické společnosti a v roce 1904 začala pořádat veřejné přednášky ilustrované diapozitivy vlastních snímků. Do roku 1908 se etablovala jako profesionální lektorka, produkující vlastní propagační materiály, a při sčítání lidu v roce 1911 uvedla své zaměstnání jako „lektorka ornitologie“. Obvykle fotografovala z bezprostřední blízkosti fotografovaného objektu pomocí suché fotografické desky.
Po čtvrt století žila a pracovala část každého roku v Hickling Broad v Norfolku. Poprvé tam zavítala v roce 1901 nebo 1902. Spřátelila se s hajným Alfredem Nuddem a správcem Jimem Vincentem, s jejichž pomocí se naučila, jak se v bažinách pohybovat a jak ptáky vyhledávat, studovat a fotografovat. Byl to právě Vincent, kdo jí v roce 1911 pomohl najít a vyfotografovat mládě bukače velkého (Botaurus stellaris). Tento druh nebyl ve Velké Británii zaznamenán od roku 1886. Mezi její další známé fotografie hnízd patří snímek vzácného motáka lužního (Circus pygargus) a prvního známého hnízdění jespáka bojovného (Calidris pugnax) od roku 1890.

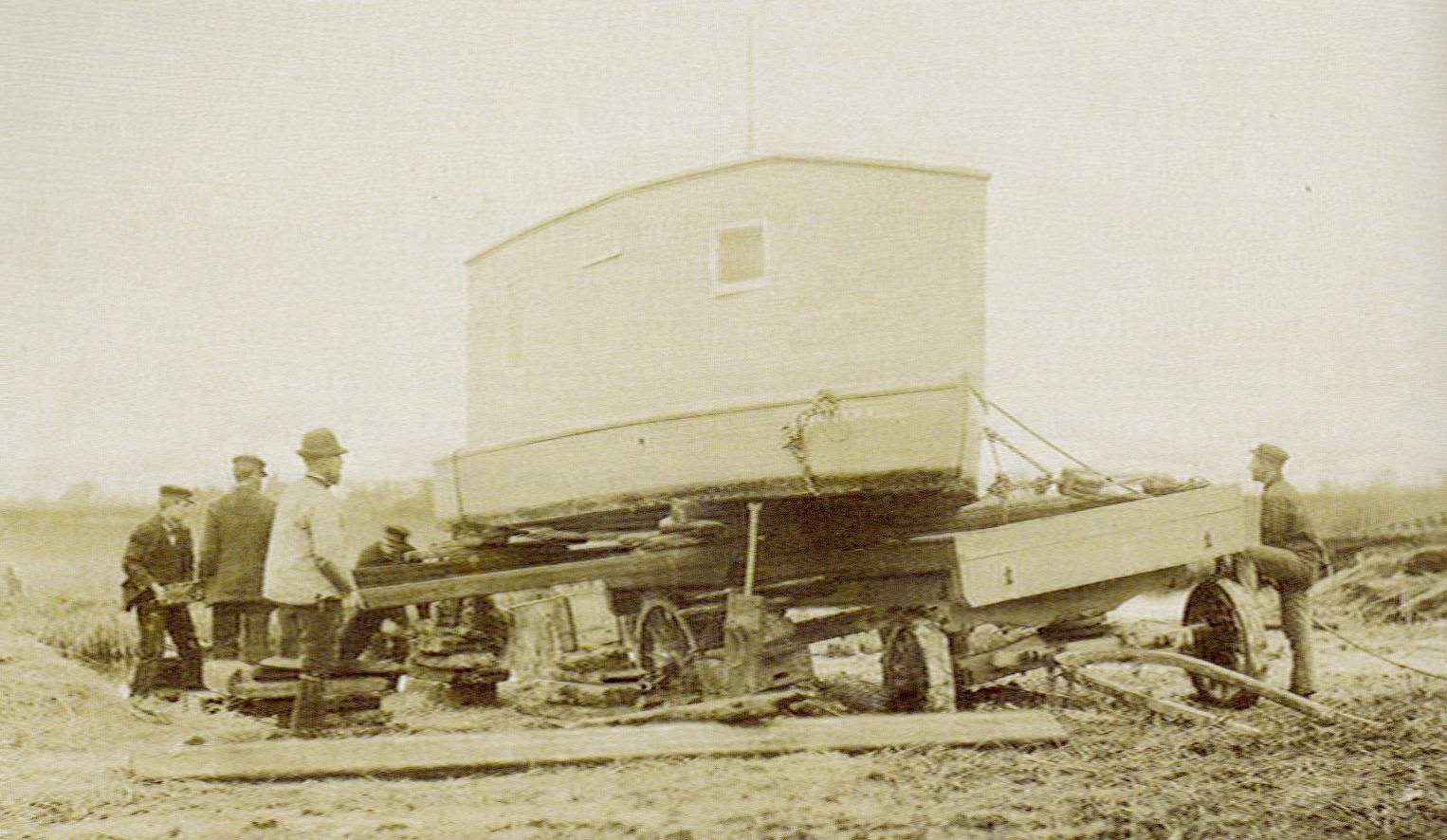
Přeprava hausbótu roku 1905

Při svých ornitologických výpravách pobývala převážně na hausbótu vlastní konstrukce, který pojmenovala po chřástalovi vodním (Rallus aquaticus), prvním ptáku, kterého v Norfolku vyfotografovala. Loď s plochým dnem byla do Hicklingu dopravena na vozíku a spuštěna na vodu v březnu 1905. Vlastnila také chatu na malém ostrově na jihovýchodě Hickling Broad, která sloužila jako fotografická temná komora a příležitostně pro ubytování návštěvníků.
Emma Turner byla průkopnicí kroužkování ptáků ve Velké Británii, v roce 1909 jí byly přiděleny vůbec první kroužky (čísla 1-10) britského systému značení ptáků. Podílela se také na krátkodobém kroužkovacím projektu časopisu Country Life.

## Cestování
Koncem dvacátých let 20. století se začala více věnovat přednáškové činnosti. Její ilustrované přednášky přitahovaly široké publikum po celé zemi a ona je využívala nejen k tomu, aby nadchla své posluchače pro ptáky, ale také ke kampani za lepší ochranu přírody obecně.
Její první zahraniční cesta se uskutečnila na začátku léta 1920, kdy odjela na ostrov Texel v Nizozemsku. Ostrov prozkoumávala na kole a jejím hlavním cílem byly druhy, které již ve Spojeném království pravidelně nehnízdí, včetně rybáka černého (Chlidonias niger), krutihlava obecného (Jynx torquilla), břehouše černoocasého (Limosa limosa) a tenkozobce opačného (Recurvirostra avosetta). Zvláště ji zaujalo velké množství zpívajících slavíků (Luscinia megarhynchos). Koncem roku 1922 podnikla cestu do Itálie, během níž navštívila významná kulturní centra a věnovala se hlavně umění a architektuře. Vzácnou ornitologickou poznámkou v jejím deníku bylo pozorování skalníka modrého (Monticola solitarius).

## Scolt Head

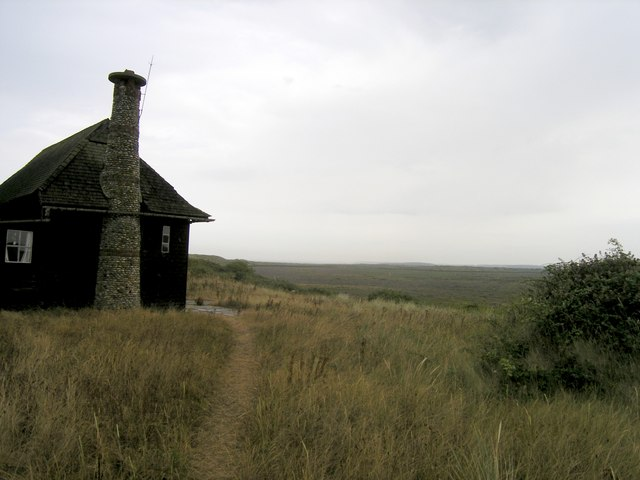
Chata na ostrově Scolt Head

V roce 1923 koupila společnost National Trust kvůli ochraně hnízdících ptáků ostrov Scolt Head v Norfolku. Protože ptačí kolonie ohrožovali sběrači vajec i návštěvníci, Norfolkská a norwichská přírodovědná společnost navrhla najmout strážce oblasti. Turner se přihlásila a stala se prvním stálým strážcem ostrova. V 57 letech žila v rezervaci v chatrči bez přívodu elektřiny a značně závislá na dešti jako zdroji pitné vody. Ptákům se pod ochranou dařilo a počet hnízdících párů rybáků obecných (Sterna hirundo) a rybáků severních (Thalasseus sandvicensis) se do roku 1925 zvýšil ze 17 na 800, respektive z 59 na 640. Kromě pozorování hnízdících mořských ptáků sledovala i stěhovavé ptáky a objevila vzácného čápa černého (Ciconia nigra). O svých zážitcích na ostrově napsala knihu Birdwatching on Scolt Head (Pozorování ptáků na ostrově Scolt Head). Tisk ji často označoval za nejosamělejší ženu v Anglii, ona však zdůrazňovala, že se nikdy necítila osamělá a často ji navštěvovali různí přátelé.

## Cambridge a další cestování
Brzy po pobytu na Scolt Head se přestěhovala do Cambridge. Byla aktivní v Cambridgeském ornitologickém klubu a stala se jeho místopředsedkyní a členkou výboru. V roce 1926 odjela do Skotska a o dva roky později se vydala do Cornwallu za kavčaty červenozobými (Pyrrhocorax pyrrhocorax), kterých v tomto hrabství zůstalo jen několik párů.
V roce 1929 odcestovala jako účastnice Mezinárodního ornitologického kongresu do Amsterdamu a účastnila se exkurze na Texel, Naardenské jezero a Zwanenwater. Kolem roku 1933 se vydala na plavbu po Středozemním moři s vrchním konstáblem ostrova Man, podplukovníkem Henrym Williamem Madocem a jeho manželkou. Viděli více než 150 ptačích druhů a 52 z nich bylo pro Turner nových.

## Poslední roky
Dva roky před svou smrtí ztratila zrak po neúspěšné operaci šedého zákalu. Své poslední roky prožila v obavách, že nástup barevné fotografie povede k zapomenutí jejího životního díla. Zemřela 13. srpna 1940.

## Ocenění

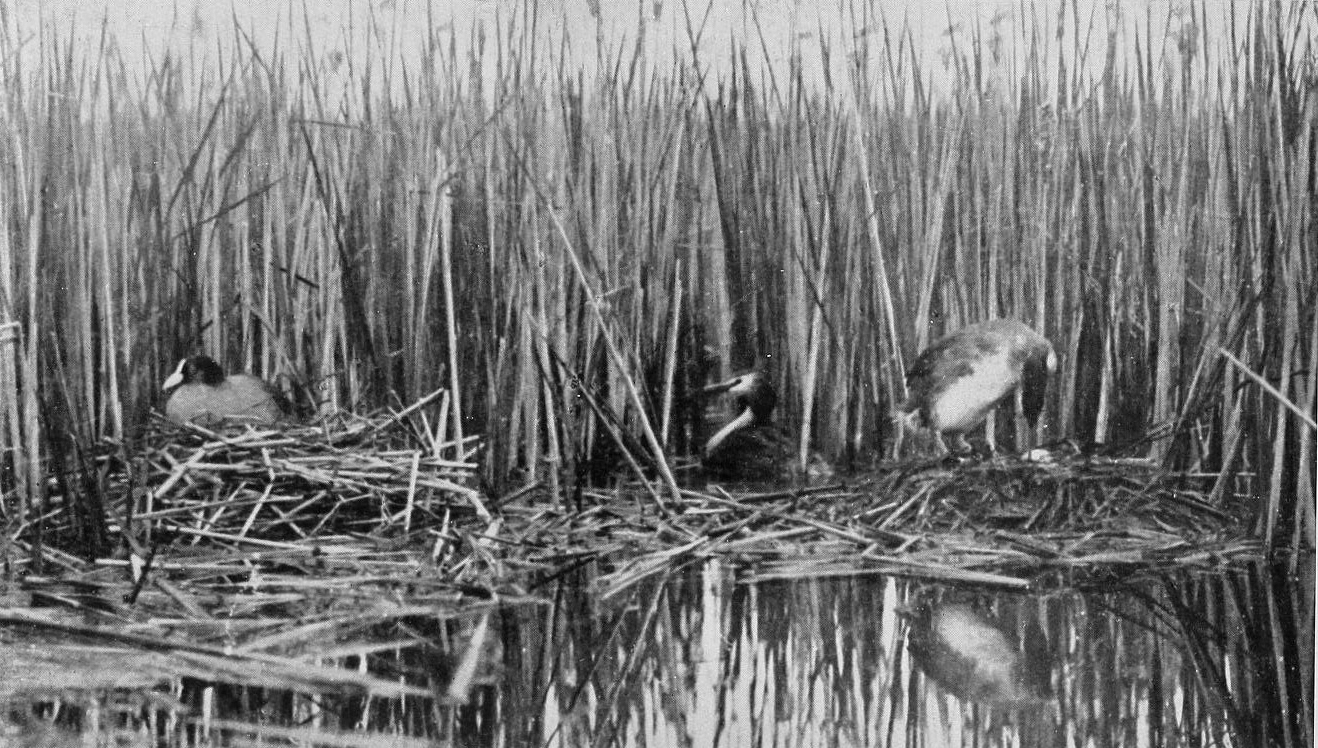
Hnízdící lysky a chocholouši, snímek oceněný zlatou medailí Královské fotografické společnosti

V prosinci 1904 byla mezi prvními 15 ženami přijatými za členky Linneovy společnosti, tehdy jí bylo 38 let. V roce 1905 získala zlatou medaili Královské fotografické společnosti (RPS) za fotografii hnízdících lysek a chocholouše. Stala se jednou ze čtyř prvních čestných členek Britské ornitologické společnosti přijatých v roce 1909. V letech 1921–1922 byla předsedkyní Norfolkské a Norwichské přírodovědné společnosti. Byla jmenována čestnou členkou Britské federace univerzitních žen, přestože nebyla absolventkou univerzity.

## Publikace
Za svůj život vytvořila Emma Turner stovky, ne-li tisíce fotografií a mnoho z nich vydala ve svých četných publikacích. Napsala osm knih a byla autorkou nebo editorkou kapitol nejméně šesti dalších publikací. Podílela se také na knihách The British Bird Book a Country Life Wildlife of the British Isles in Pictures.
Napsala více než 30 článků pro časopis British Birds, článek z roku 1919 o hnízdění břehulí ilustrovala vlastními fotografiemi hnízd. Přispívala i do dalších časopisů, nejčastěji do Transactions of the Norfolk and Norwich Naturalists' Society. Pravidelně přispívala do časopisu Country Life, pro který napsala více než 60 článků. Její fotografie byly často publikovány v časopise The Photographic Journal vydávaném RPS.

### Bibliografie

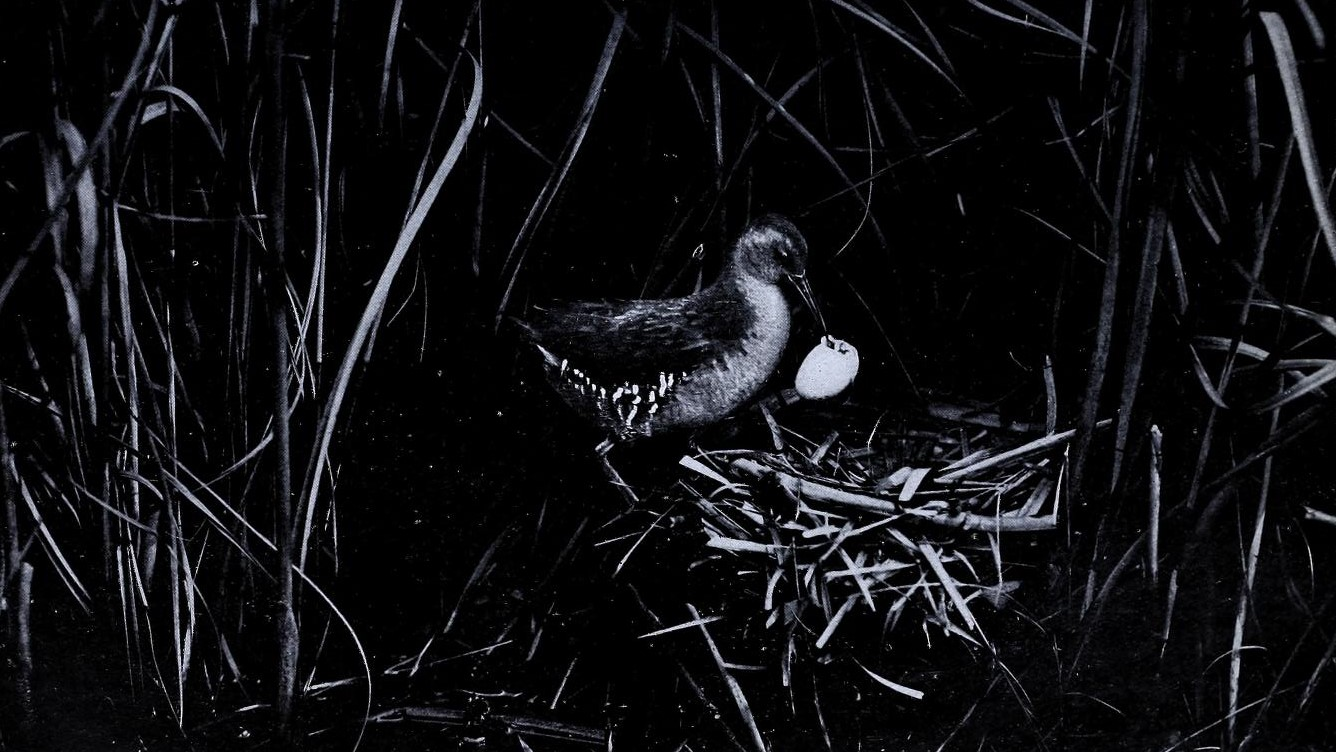
Chřástal vodní z knížky Broadland Birds